# 에스와티니
에스와티니 왕국(스와티어: Umbuso weSwatini 움부소 웨스와티니, 영어: Kingdom of Eswatini 킹덤 오브 에스와티니[*]) 혹은 에스와티니(스와티어: eSwatini 영어: Eswatini)는 아프리카의 군주제 국가이다. 행정 수도는 음바바네, 왕정·입법 수도는 로밤바이다.
주로 스와티인들로 구성되어 있으며 가장 널리 보급된 언어는 스와티어이다.

## 역사
석기 시대 초기인 200,000년 전부터 사람이 살았으며 27,000년 전에 제작된 동굴 벽화가 남아 있다. 16세기부터 반투족 계열의 민족인 스와티족이 아프리카 중부에서 남부로 이주했다. 18세기에는 스와티족이 세력을 확장해 가면서 독립된 왕국을 수립했다. 스와티인들은 18세기 중엽 응와네 3세의 통치 아래 그들만의 왕국을 세웠다.
1890년에는 영국과 트란스발 공화국의 보호령이 되었다. 1906년 보어 전쟁에서 승리한 영국의 보호령으로 있다가 1968년에 스와질란드 왕국(Kingdom of Swaziland)으로 독립하였다. 2018년 4월 19일 음스와티 3세 국왕이 독립 50주년을 기념하기 위한 차원에서 국호를 에스와티니 왕국으로 변경했다. 에스와티니는 스와티어로 "스와티족의 땅"을 뜻한다.

## 지리
남아프리카에 위치한 내륙국이며, 남아프리카 공화국과 모잠비크 사이에 있다. 행정 구역은 4개 구(호호 구, 루봄보 구, 만지니 구, 시셀웨니 구)로 구성되어 있다.
동부에는 사바나, 북서쪽에는 열대우림 등이 나타나며 다양한 풍경이 존재한다. 에스와티니에는 강이 많이 흘러가는데 대우수투 강(Great Usuthu River)이 대표적이다.

## 종교
개신교가 40%, 로마 가톨릭이 20%, 이슬람교가 10%를 차지하고 있다.

## 외교
에스와티니는 1968년 일찍이 대한민국과 수교하였다가 1993년 현지 대한민국 공관이 폐쇄되었으며 현재는 모잠비크 주재 대한민국 공관이 해당 외교 역할을 겸직하고 있다. 이후에도 실질적인 협력 관계는 계속 유지되었다. 조선민주주의인민공화국과는 미수교 상태다. 또한 중화민국과 수교 중인 몇 안 되는 나라로 중화인민공화국과는 미수교 상태다.